# (3508) Pasternak
(3508) Pasternak (1980 DO5) – planetoida z pasa głównego asteroid okrążająca Słońce w ciągu 4,58 lat w średniej odległości 2,76 j.a. Odkryła ją Ludmiła Karaczkina 21 lutego 1980 roku.